# Cheirogaleus adipicaudatus
Il chirogaleo a coda grassa meridionale (Cheirogaleus adipicaudatus A.Grandidier), detto anche  chirogaleo del deserto spinoso  è un lemure della famiglia Cheirogaleidae, endemico del Madagascar.

## Descrizione
Il colore del pelo è grigio scuro dorsalmente e sfuma nel grigio chiaro sul ventre.
È presente una leggera striatura dorsale nerastra che va sul dorso ed una corta striscia nera che attraversa la fronte fino al naso.
Gli occhi sono cerchiati di nero, le dita sono bianche e nere.

## Biologia
Deve il nome alla capacità (peraltro condivisa coi congeneri) di accumulare grasso nella coda durante i periodi di abbondanza, grasso che poi viene consumato nelle stagioni magre o durante i periodi letargici.

## Distribuzione e habitat
È diffuso nella foresta spinosa circostante la città di Fort Dauphin, nel Madagascar meridionale.